# Any Time, Any Place
Az Any Time, Any Place Janet Jackson amerikai pop- és R&B-énekesnő ötödik kislemeze ötödik, janet. című albumáról.

## Fogadtatása
Az erotikus töltetű dal abban az időben rekordnak számító tíz hétig állt a Billboard Hot R&B/Hip-Hop Singles and Tracks slágerlista élén, és azóta is Jackson legsikeresebb dala ezen a listán. Az USA-ban aranylemez lett; Európában és Ausztráliában mérsékelt sikert aratott.

## Videóklip és remixek
A dal videóklipjét Keir McFarlane rendezte, és a dalhoz illően erotikus hangulatú. Az R. Kelly által készített remixhez hasonló klip készült. A klip a biztonságos szexért folytatott kampány része volt, és végén a következő üzenet látható: any time, any place… be responsible („mindig, mindenhol… légy felelősségteljes”).
A kislemez egyes változataira B-oldalas dalként hol a szintén az albumon szereplő Throb, más változatokra az And On, And On című, addig meg nem jelent dal került fel. A könnyed hangvételű, nyárias And On, And On felkerült a rádiók játszási listáira, és feljutott a Billboard Hot 100 Airplay slágerlistára.

### Hivatalos remixek, változatok listája
- CJ’s 7" Mix (4:25)
- CJ’s 12" Mix (8:18)
- CJ’s Macapella (7:40)
- D&D House Mix (7:33)
- Jam & Lewis Mix (4:36)
- R. Kelly Mix (5:11)
- R. Kelly Single Edit (4:30)

## Változatok[1]
| 7" kislemez (USA, Hollandia) Kazetta (Egyesült Királyság) Mini CD (Japán) 1. Any Time, Any Place (R. Kelly Single Edit) 2. Throb 7" kislemez (Egyesült Királyság) 1. Any Time, Any Place (R. Kelly Single Edit) 2. And On, And On 12" maxi kislemez (USA) 1. Any Time, Any Place (R. Kelly Mix) 2. Any Time, Any Place (Jam & Lewis Remix) 3. Throb (David Morales Legendary Dub Mix) 4. Throb 12" maxi kislemez (Egyesült Királyság) CD maxi kislemez (Hollandia) 1. Any Time, Any Place (CJ’s 12" Mix) 2. Throb (David Morales Legendary Club Mix) 3. Any Time, Any Place (D&D House Mix) CD maxi kislemez (USA) 1. Any Time, Any Place (R. Kelly Mix) 2. Any Time, Any Place (D&D House Mix) 3. Any Time, Any Place 4. Throb 5. And On, And On CD kislemez (Hollandia) 1. Throb 2. Any Time, Any Place (R. Kelly Mix) | CD maxi kislemez (Egyesült Királyság) 1. Any Time, Any Place (R. Kelly Mix) 2. Any Time, Any Place (Jam & Lewis Remix) 3. Any Time, Any Place (CJ’s 12" Mix) 4. Throb CD maxi kislemez (Egyesült Királyság) 1. Any Time, Any Place (R. Kelly Single Edit) 2. Any Time, Any Place (Jam & Lewis Remix) 3. Any Time, Any Place (CJ’s 7" Mix) CD maxi kislemez (Egyesült Királyság) 1. Any Time, Any Place (D&D House Mix) 2. Throb (David Morales Legendary Club Mix) 3. And On, And On CD maxi kislemez (Hollandia) 1. Throb 2. Throb (David Morales Legendary Dub Mix) 3. And On, And On 4. Any Time, Any Place (R. Kelly Mix) Kazetta (USA) 1. Any Time, Any Place (R. Kelly Single Edit) 2. Any Time, Any Place 3. Throb 4. And On, And On |

## Helyezések

### Any Time, Any Place
| Slágerlista (1994)                                | Legmagasabb helyezés |
| ------------------------------------------------- | -------------------- |
| USA Billboard Hot 1001                            | 2                    |
| USA Billboard Hot 100 Airplay                     | 2                    |
| USA Billboard Hot R&B/Hip Hop Singles & Tracks1   | 1                    |
| USA Billboard Hot R&B/Hip Hop Airplay1            | 1                    |
| USA Billboard Hot Dance Music/Maxi-Singles Sales2 | 1                    |
| USA Billboard Adult Contemporary1                 | 34                   |
| USA Billboard Top 40 Mainstream1                  | 6                    |
| USA ARC Top 40                                    | 1                    |
| Ausztrál ARIA Top 50                              | 37                   |
| Brit kislemezlista                                | 13                   |
| Dél-afrikai kislemezlista                         | 4                    |
| Kanadai kislemezlista                             | 12                   |

### And On And On
| Slágerlista (1994)            | Legmagasabb helyezés |
| ----------------------------- | -------------------- |
| USA Billboard Hot 100 Airplay | 36                   |
| USA Billboard Hot R&B Airplay | 12                   |
| USA Billboard Rhythmic 40     | 17                   |
| USA ARC Top 40                | 27                   |

- 1 Any Time, Any Place / And On And On
- 2 Any Time, Any Place / Throb